# Conques
Conques é uma ex-comuna francesa na região administrativa de Occitânia, no departamento de Aveyron. Estendeu-se por uma área de 30,51 km². Em 2010 a comuna tinha 1 700 habitantes (densidade: 55,7 hab./km²).
Pertence à rede das As mais belas aldeias de França.
Em 1 de janeiro de 2016 foi fundida com as comunas de Grand-Vabre, Noailhac e Saint-Cyprien-sur-Dourdou para a criação da nova comuna de Conques-en-Rouergue.